# جون ميزونو
جون ميزونو (بالإنجليزية: John Mizuno)‏ هو سياسي أمريكي، ولد في 2 أغسطس 1964 في هونولولو في الولايات المتحدة. حزبياً، نشط في الحزب الديمقراطي. وقد انتخب عضو مجلس النواب في هاواي.